# John Roos af Hjelmsäter
John Oskar Roos af Hjelmsäter, född den 7 september 1878 i Hedvig Eleonora församling i Stockholm, död den 21 december 1957 i Engelbrekts församling i Stockholm, var en svensk ingenjör med professors namn. 
Roos af Hjelmsäter, som var son till grosshandlare Hindrik Roos af Hjelmsäter och Hulda Nilsson, studerade efter avgångsexamen från Kungliga Tekniska högskolan 1899 vid Polytechnikum i Zürich 1901. Han var anställd i USA 1901–1903, ingenjör vid Kungliga Tekniska högskolans materialprovningsanstalt 1903, dess chef 1907, speciallärare vid Kungliga Tekniska högskolan 1907–1921 samt överdirektör och chef för Statens provningsanstalt från 1919. Han invaldes som ledamot av Kungliga Ingenjörsvetenskapsakademien 1920 och tilldelades professors namn 1923. Han författade skrifter huvudsakligen i materialprovning, bergskemi och metallernas hållfasthetsegenskaper.
Han avled ogift och är begravd familjegrav på Norra begravningsplatsen i Stockholm.